# Megaselia sembeli
Megaselia sembeli is een vliegensoort uit de familie van de bochelvliegen (Phoridae). De wetenschappelijke naam van de soort werd voor het eerst geldig gepubliceerd in 1986 door Disney.